# Proales gladia
Proales gladia är en hjuldjursart som beskrevs av Myers 1933. Proales gladia ingår i släktet Proales och familjen Proalidae. Inga underarter finns listade i Catalogue of Life.